# 洛特斯島
洛特斯島是美國的島嶼，位於尼茲基島和申雅島之間的太平洋海域，屬於塞米奇群島的一部分，由阿拉斯加州負責管轄，長0.32公里，島上無人居住。